# Margueron
Margueron ist eine französische Gemeinde mit 373 Einwohnern (1. Januar 2022) im Département Gironde in der Region Nouvelle-Aquitaine.

## Geografie
Margueron liegt zwischen Bergerac und Bordeaux im Weinbaugebiet Sainte-Foy-Bordeaux.

## Bevölkerungsentwicklung
| Jahr      | 1962 | 1968 | 1975 | 1982 | 1990 | 1999 | 2006 | 2017 |
| Einwohner | 337  | 361  | 360  | 397  | 380  | 398  | 404  | 397  |

## Sehenswürdigkeiten
Kirche Saint-Martin aus dem 16. Jahrhundert (Monument historique)

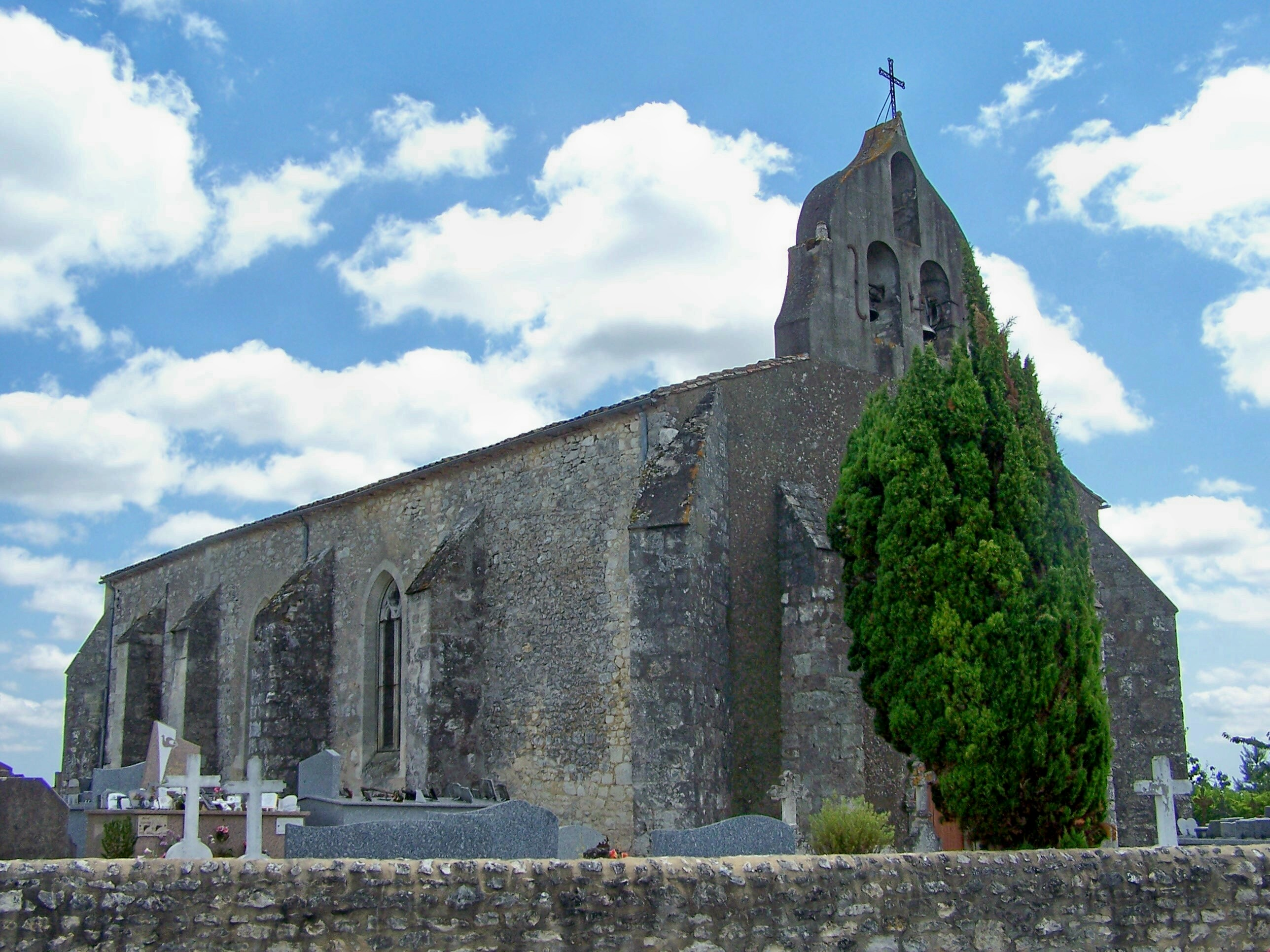
Kirche Saint-Martin